# Neuf lignes obliques
Neuf lignes obliques est une œuvre de l'artiste français Bernar Venet, située à Nice, en France. Installée en 2010 devant la promenade des Anglais à l'occasion du 150e anniversaire de l'annexion du comté de Nice à la France, il s'agit d'une sculpture d'acier figurant neuf lignes de 30 m de hauteur se rejoignant à leur sommet.

## Description
La sculpture est composée de neuf barres d'acier de 30 m de long, reposant sur l'une de leurs bases et se rejoignant au sommet de l'œuvre. Comme son nom l'indique, ces neuf lignes sont inclinées. L'ensemble, en acier corten, pèse 75 t et repose sur une fondation en béton de 130 t.

## Localisation
L'œuvre est installée sur l'esplanade Georges Pompidou
, une place du sud du Vieux-Nice qui fait face à la rue Sulzer, ouvrant sur son côté sud sur le quai des États-Unis, la promenade des Anglais et la côte méditerranéenne.

## Historique
Pour célébrer le 150e anniversaire de l'annexion du comté de Nice à la France en 1860, Bernar Venet crée l'œuvre suivant les indications du maire de Nice Christian Estrosi, qui souhaite qu'elle symbolise les neuf vallées formant l'ancien comté de Nice. L'œuvre est inaugurée le 31 mai 2010.

## Artiste
Bernar Venet (né en 1941) est un sculpteur français, natif de la région de Nice. Après son installation aux États-Unis, il se fait connaître pour ses sculptures d'acier.